# キーアイン県

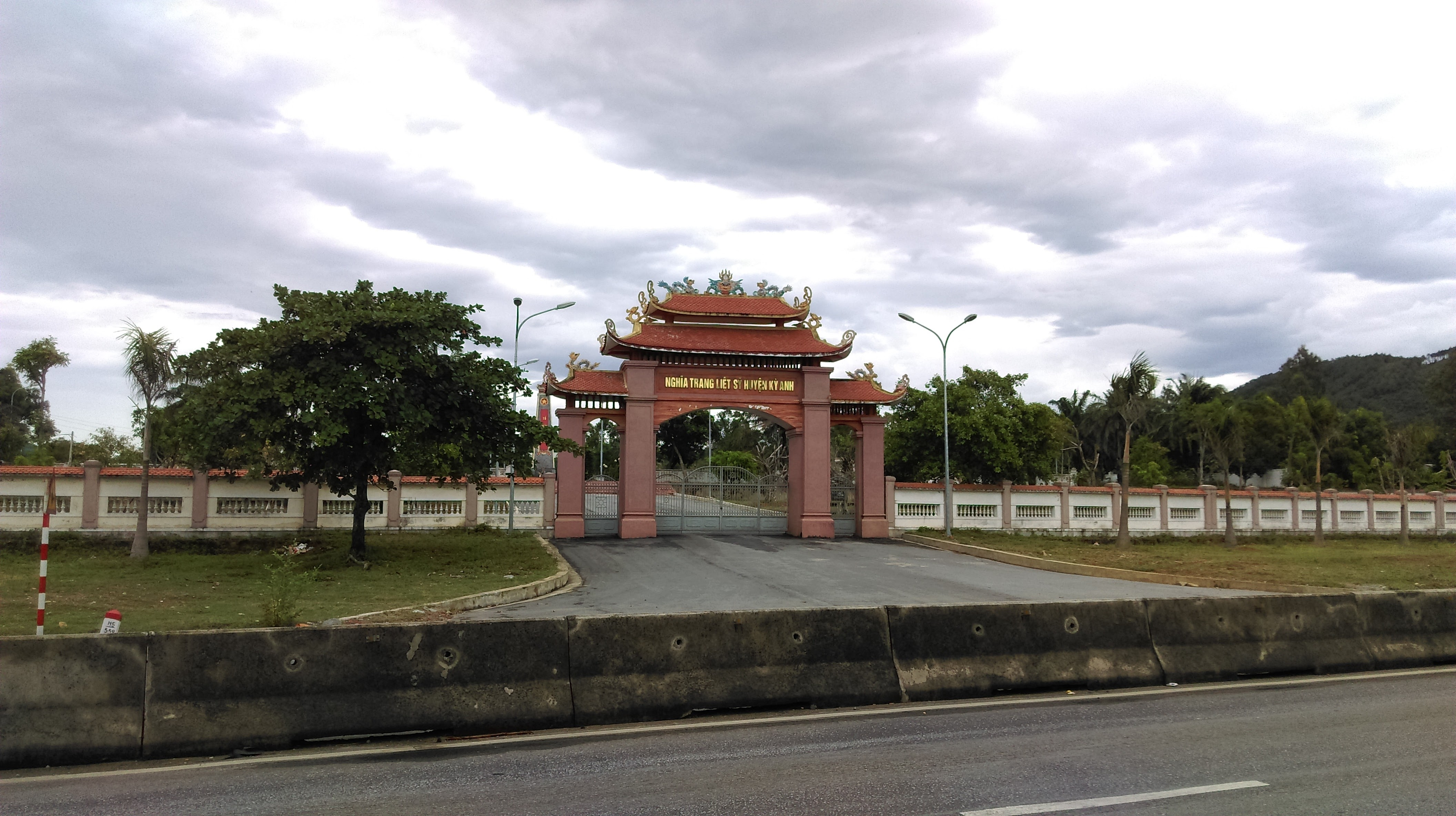
殉教者墓地

キーアイン県（キーアインけん、ベトナム語：Huyện Kỳ Anh / 縣奇英? ）は、ベトナム社会主義共和国ハティン省の県。面積は761.62 km²、人口は120,518人（2015年）である。

## 行政区画
20社を管轄する。